# ناصر خسرو (آبجدان)
ناصر خسرو (بالفارسية: ناصرخسرو) هي منطقة سكنية تقع في إيران في قسم آبجدان الريفي. يقدر عدد سكانها بـ 656 نسمة .